# Bode (dopływ Soławy)
Bode – rzeka w środkowych Niemczech o długości 167 km, położona w górach Harz. Główne miasta nad tą rzeką to Schierke, Oschersleben (Bode), Quedlinburg, Staßfurt.
W 1938 roku rozpoczęto na rzece budowę zapory Rappbode. Prace przerwano podczas II wojny światowej, a ukończono dopiero w 1959 roku.